# Псаммут
Псаммут (или Сенмут, древ.-егип. Усерра Сетепенптах Пашермут) е фараон от Двадесет и девета династия на Древен Египет. Управлява за кратко през 393 пр.н.е.
След смъртта на Неферит I част от аристокрацията в Египет поддържа на трона неговият син Хорнебха (Мутис), а друга – Псаммут, за когото не е изяснено каква връзка има с предишните фараони и дали също не е син на Неферит I. И двамата претенденти властват кратко, тъй като още същата година един след друг са свалени и на трона се възкачва Ахорис (Хакор), който претендира че е внук или правнук на Неферит I.